# Southampton (Bermudy)
Southampton jest jedną z dziewięciu dzielnic Bermudów.
Znajduje się w południowo-zachodniej części archipelagu, zajmując całą zachodnią część głównej wyspy, z wyjątkiem zachodniej końcówki (która jest częścią Sandys Parish). Obejmuje ona również łańcuch wysp na południe zatoki Małego Sundu. Na wschodzie styka się z Warwick Parish. Obejmuje nieco ponad 2,3 mil kwadratowych (około 6,0 km² lub 1500 ha).
Walorami przyrodniczymi w Southampton są Whale Bay, Church Bay, Horseshoe Bay oraz Riddell.
Ważne funkcje w Southampton pełnią Fort Whale Bay oraz Gibbs Hill Lighthouse, który stoi na łańcuchu w najwyższym punkcie - Town Hill (79 m n.p.m.).